# Previsión de ventas
Se llama previsión de ventas al cálculo que hace el departamento comercial de una compañía del volumen de ventas que realizará el año próximo. La realización de una correcta previsión de ventas es vital para una empresa pues de ella se deriva el presupuesto de ingresos y de gastos y por consiguiente, las previsiones de fabricación, aprovisionamiento, logística, recursos humanos. Es de señalar que la previsión de ventas no suele coincidir con los objetivos de ventas que se establecen a la red comercial que suelen ser superiores para incentivar el esfuerzo de los vendedores.

## Métodos de previsión de ventas
Entre los métodos habituales de previsión de ventas se encuentran los siguientes.
- Simple. Se aplica para el año próximo el mismo porcentaje de crecimiento obtenido en el año actual. Se trata de un método sencillo de aplicar y apropiado para sectores tradicionales con poco movimiento. También es común en servicios públicos (gas, electricidad, agua) en los que la demanda apenas varía de un año para otro.
- Consulta a la red de ventas. Los vendedores son los que mejor conocen nuestro mercado por lo que deberían participar en la estimación sobre su evolución. Se consulta a la red comercial sobre su percepción sobre el crecimiento en el año entrante.
- Extrapolación de la tendencia. Se toman las ventas realizadas en los últimos años y se realiza una regresión lineal. La tendencia resultante se aplica como cifra de crecimiento para el año próximo.
- Estimación de las necesidades de los clientes. Es apropiada para empresas con escaso número de clientes con los que existe un fuerte vínculo comercial (véase, por ejemplo, el sector de componentes de automoción). En tal caso, las previsiones de ventas provendrán de las propias estimaciones de consumo de sus clientes.
- Correlación. Determinados artículos están estrechamente ligados a la evolución de un sector en particular. En tal caso, se tomará la previsión de crecimiento de dicho sector para calcular la propia. La previsión puede proceder de estimaciones de institutos estatales o de la organización sectorial correspondiente. Consideremos el caso de los fabricantes de cemento en relación con la evolución de la obra pública o los de ladrillos en relación con la construcción.
- Cobertura. En el caso de desembarco en nuevos mercados o introducción nuevas gamas de producto en mercados existentes, será necesario realizar estimaciones sobre la cuota de mercado que se prevé alcanzar obteniendo así las ventas aplicándola sobre el volumen total del mercado.

- Datos: Q6085759